# 천사의 침묵
《천사의 침묵》(영어: When the Bough Breaks, 필리핀 제목 영어: Slaughter of the Lambs)은 미국에서 제작된 마이클 콘 감독의 1993년 스릴러 영화이다. 앨리 워커 등이 출연하였고, 데니즈 벌루 등이 제작에 참여하였다. 연쇄 살인자의 이야기를 다룬다.

## 출연진
- 앨리 워커
- 마틴 신
- 론 펄먼
- 타라 서브코프
- 로버트 네퍼
- 스콧 로런스
- 존 P. 코널리

## 기타 제작진
- 라인 제작: 패트릭 피치
- 배역: 도린 레인
- 미술: 에릭 프레이저
- 의상: 리베카 알비